# Willemien Aardenburg
Willemien Aardenburg (ur. 30 sierpnia 1966 w Laren) – holenderska hokeistka na trawie. Brązowa medalistka olimpijska z Seulu.
W reprezentacji Holandii występowała tylko w 1988 roku. Łącznie w kadrze rozegrała trzy oficjalne spotkania, z czego dwa na igrzyskach.